# Frumoasa din Perth
Frumoasa din Perth (în engleză The Fair Maid of Perth sau St. Valentine's Day) este un roman istoric al scriitorului scoțian Walter Scott. Inspirat de povestea ciudată, dar adevărată din punct de vedere istoric, a Bătăliei de la North Inch, are loc în Perth (cunoscut la acea vreme sub numele ca Saint John's Toun) și în alte părți ale Scoției în jurul anului 1400. A apărut în 1828 la editura lui Robert Cadell.

## Rezumat
Femeia din titlu este Catharine Glover, fiica unui producător de mănuși din Perth, care îl sărută pe Henry Gow/Smith, armurierul, în timp ce acesta doarme, de Ziua Îndrăgostiților. Dar Catharine a atras atenția ducelui de Rothesay, iar când Gow întrerupe o încercare de răpire, armurierul este atras simultan în intrigi regale.

## Adaptări
- La jolie fille de Perth este o operă în patru acte de Georges Bizet (1838–1875), după un libretto de Jules-Henri Vernoy de Saint-Georges și Jules Adenis, după romanul lui Sir Walter Scott.[2] A fost interpretată pentru prima dată în 1867.
- Au fost realizate două filme mute, primul lungmetrajul The Fair Maid of Perth produs în 1923, o adaptare de Eliot Stannard, iar al doilea este un scurtmetraj regizat de Miles Mander în sistemul Phonofilm în 1926, cu Louise Maurel.[3]